# Manuel Alegre
Manuel Alegre de Melo Duarte (ur. 12 maja 1936 w Águeda) – portugalski pisarz i polityk, działacz opozycyjny, długoletni poseł do Zgromadzenia Republiki, dwukrotny kandydat w wyborach prezydenckich.

## Życiorys
W czasie studiów prawniczych na Uniwersytecie w Coimbrze zaangażował się w działalność opozycyjną wobec dyktatury Antónia de Oliveiry Salazara. Został za to relegowany z uczelni, a następnie zesłany kolejno na Azory i do Angoli. Za udział w próbie przewrotu wojskowego był przez pewien czas więziony w Luandzie. W 1964 udał się na emigrację, w Algierze pracował w dysydenckiej rozgłośni radiowej Voz da Liberdade. Jego książki zostały w Portugalii zakazane i ukazywały się jedynie w drugim obiegu.
W 1974, tydzień po rewolucji goździków, powrócił do kraju. Wstąpił do Partii Socjalistycznej i z jej ramienia uzyskał w 1975 mandat deputowanego. Zasiadał następnie do 2009 w Zgromadzeniu Republiki I, II, III, IV, V, VI, VII, VIII, IX i X kadencji. Do 2002 wybierany z Coimbry, następnie zaś z Lizbony. Po wyborach w 2005 objął funkcję wiceprzewodniczącego parlamentu. W 2004 bez powodzenia ubiegał się o funkcję sekretarza generalnego Partii Socjalistycznej. Powoływany również w skład Rady Państwa, organu doradczego prezydenta Portugalii.
We wrześniu 2005 ogłosił zamiar kandydowania w wyborach prezydenckich w 2006. Wystartował jako kandydat niezależny, ponieważ Partia Socjalistyczna oficjalnie wysunęła kandydaturę byłego prezydenta Mária Soaresa. W wyborach zajął 2. miejsce z poparciem 20,7% głosów, przegrywając z popieranym przez centroprawicę Aníbalem Cavaco Silvą, który zapewnił sobie wygraną już w pierwszej turze. W wyborach prezydenckich w 2011 ponownie ubiegał się o funkcję prezydenta z poparciem Partii Socjalistycznej, Bloku Lewicy i Demokratycznej Partii Atlantyku. Dostał 19,7% głosów, zajmując ponownie 2. miejsce w pierwszej turze głosowania, w której urzędujący prezydent Aníbal Cavaco Silva zapewnił sobie reelekcję.
Manuel Alegre jest autorem utworów prozatorskich i poetyckich. Wiele z jego wierszy zyskało popularność jako pieśni, wykonywane m.in. przez Zeca Afonso i Adriana Correia de Oliveirę. W 2005 został uhonorowany pomnikiem w Coimbrze.

## Twórczość
Zbiory poezji
- Praça da Canção (1965)
- O Canto e as Armas (1967)
- Um Barco para Ítaca (1971)
- Letras (1974)
- Coisa Amar, Coisas do Mar (1976)
- Nova do Achamento (1979)
- Atlântico (1981)
- Babilónia (1983)
- Chegar Aqui (1984)
- Aicha Conticha (1984)

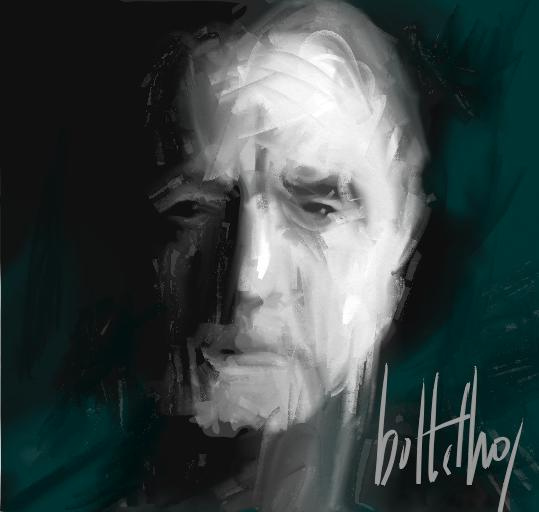
Manuel Alegre

- Obra Poética, Vol. I, O Canto e as Armas (1989)
- Obra Poética, Vol. II, Atlântico (1989)
- Rua de Baixo (1990)
- A Rosa e o Compasso (1991)
- Com que Pena (1992)
- Sonetos do Obscuro Quê (1993)
- Coimbra Nunca Vista (1995)
- Trinta Anos de Poesia (1993)
- As Naus de Verde Pinho (1996)
- Alentejo e Ninguém (1996)
- Che (1997)
- Senhora das Tempestades (1998)
- Pico (1998)
- Rouxinol do Mundo (1998)
- Obra Poética (1999)
- Livro do português Errante (2001)
- Diálogos = Cristina Valada + Manuel Alegre (2001)

Utwory prozą
- Jornada de África (1989)
- O Homem do País Azul (1989)
- Alma (1995)
- Contra a Corrente (1997)
- A Terceira Rosa (1998)
- Uma Carga de Cavalaria (1999)
- Arte de Marear (2002)
- Cão Como Nós (2002)
- Um Velho em Arzila (2003)
- Rafael (2004)
- O Quadrado (2005)

## Odznaczenia
- Krzyż Wielki Orderu Wolności (1989)[3]
- Krzyż Wielki Orderu Camõesa (2024)[3]
- Wielki Oficer Orderu Bernardo O’Higginsa (Chile)[4]
- Krzyż Komandorski Orderu Izabeli Katolickiej (Hiszpania)[4]
- Order Jugosłowiańskiej Gwiazdy ze Złotym Wieńcem (Jugosławia)[4]
- Wielki Oficer Orderu Gwiazdy Solidarności Włoskiej (Włochy)[4]